# Orator (Cicero)
Der Orator ist ein im Jahre 46 v. Chr. von Marcus Tullius Cicero verfasstes Lehrwerk über Rhetorik. Es ist in Form eines Briefes an den späteren Caesarmörder Marcus Iunius Brutus geschrieben und ganz auf diesen zugeschnitten. Mit De inventione und De oratore gehört es zu den wichtigsten Werken Ciceros über die Redekunst. Es zeichnet das Bild des idealen Redners, dessen universale Bildung vorausgesetzt wird, und es betont die vorrangige Bedeutung des sprachlichen Ausdrucks in seiner ganzen Fülle (elocutio).

## Inhalt
Der Inhalt lässt sich grob in folgende Teile gliedern:
- das Prooemium (Vorwort) (Kapitel 1–35)
- der Hauptteil über den idealen Redner (36–236)
- der Epilog mit der Verabschiedung an Brutus (237–238)

### Prooemium
Im sehr ausführlichen Prooemium macht Cicero deutlich, wie schwierig und anspruchsvoll „Rhetorik“ ist, zu dessen Behandlung er sich durch Brutus’ Fragen herausgefordert sieht (1–2). In den Kapiteln 3–6 führt Cicero an, dass es in jedem Kunstfach auch Künstler zweiten und dritten Grades geben müsse; so solle die Überlegenheit des athenischen Redners Demosthenes beispielsweise nicht zur Resignation führen. Das Ideal, das in diesem Buch vorgestellt wird, soll sich nicht an den griechischen oder römischen Rednern orientieren, es soll ein Urbild, eine Idee (gemäß Platons Ideenlehre) des Redners und seines Faches sein (7–10). In der Folge (11–19) behauptet er, u. a. seine Person einbringend, dass philosophische Bildung für den idealen Redner fundamental wichtig sei. Zu den Voraussetzungen der Vollkommenheit eines Redners zähle es, dass er alle drei Arten des Redens (siehe weiter unten) beherrscht, dies sei zwar einigen griechischen, bis zu Cicero aber noch keinem römischen Redner gelungen (20–23). Seine überragende Redekunst will Cicero als Modell eines recht verstandenen Attizismus herangezogen wissen, der dann zu Fehlentwicklungen führe, wenn er sich auf die Nachahmung eines Lysias, Thukydides oder Xenophon beschränke (24–32). In Kapitel 33–35 betont Cicero noch einmal, dass er das Thema deshalb behandelt, weil er die Bitte eines engen Freundes (Brutus) nicht abschlagen wolle.

### Hauptteil
In einer kurzen Einleitung zum Hauptteil (36–43) behauptet Cicero, am rhetorischen Stilideal festhalten zu können, obwohl es verschiedene Geschmacksurteile gibt, wobei der Schwerpunkt auf dem forensischen (öffentlichen) Halten von Reden liegen muss.
Dann geht Cicero auf das eigentliche Thema ein. Zunächst (44–49) auf das Finden (εὕρεσις) von Redestoff, dann (50) auf die richtige Anordnung (τάξις), schließlich auf die sprachlich-stilistische Gestaltung (λέξις, d. h. eigentlich „das Sprechen, Reden“), dieser ist am meisten Raum gewidmet (51–236). 
Zunächst geht er auf die Wichtigkeit dieses Teils der Redekunst ein (51–53). In Kapitel 54–60 werden die wichtigsten den Vortrag betreffenden Gesichtspunkte erörtert, wie Tonfall, Gesichtsausdruck und Körpersprache (54–60). Dann geht er auf den sprachlichen Stil ein. Zunächst gibt er Vergleiche mit der Ausdrucksweise der Philosophen (61–64), Sophisten (65), Historiker (66) und Dichter (67–69). Die Besinnung auf die drei vom Redner erstrebten Wirkungen, das Publikum zu informieren, zu erfreuen und umzustimmen (69–74) führt zur Behandlung der drei Stilarten: der schlichten (genus tenue) (76–90), der mittleren (91–96) und der erhabenen (97–99). Auf die mit Nachdruck wiederholte Forderung, der Redner müsse jede dieser drei Stilebenen beherrschen und richtig anwenden können (100–101), folgen Beispiele dieser Kunst aus Reden Ciceros (102–110) und Demosthenes’ (110–111). Der Hinweis auf das Ziel der Schrift, das in Beurteilung, nicht in Belehrung bestehe (112), leitet zur Darstellung der vom Redner geforderten Kenntnisse über, die die philosophischen Bereiche der Dialektik (113–117), Ethik (118) und Naturphilosophie (119), das Recht und die Geschichte (120), sowie die Theorie der Redekunst (121) betreffen. Es folgt die Übersicht über die Redeteile, deren stilistische Gestaltung jeweils dem Inhalt und Charakter angemessen sein soll (122–125). Besondere Bedeutung wird dabei der klaren Herausarbeitung der grundsätzlichen Problematik des betreffenden Falls (θέσις, d. h. Aufstellung, hier: Fragestellung), der Kunst der steigernden Hervorhebung (αὔξησις, d. h. Vergrößerung), der Selbstdarstellung der Persönlichkeit des Redners (ἠθικόν, d. h. Wesensart), und der Erregung von Affekten (παθητικόν, das Erregte) zugemessen (125–133). Danach (134–139) werden kurz wichtige Stilfiguren des Redens erwähnt.
Cicero rechtfertigt sich (140–148), dass er so viele Bücher über die Redekunst schreibt, obwohl manche ihm vorwerfen, dass dies eines Mannes von seinem Rang nicht würdig sei.
Danach spricht Cicero über den syntaktischen Zusammenhang der Worte im Satz bei einer Rede, die sich in drei Abschnitte gliedert. Der erste gilt der Auswahl und Fügung der Worte (149–162), der zweite den Anforderungen des Wohlklangs (162–167), der dritte den Fragen der Periodisierung und Rhythmisierung (168–236). Ihre Darstellung gliedert sich nach einem kurzen geschichtlichen Überblick (168–173) in die Erklärung des Ursprungs (174–176), der eigentlichen Ursache (177f.), des Wesens (177–203) und der Praxis (204–236).

### Epilog (Verabschiedung an Brutus)
Hier (237–238) weist Cicero noch einmal darauf hin, dass die Entschiedenheit, mit der er seine Meinung über den idealen Redner vertreten habe, nicht mit seiner Überzeugung im Widerspruch stehe, Grundlage menschlichen Urteilens könne immer nur das sein, was als das Wahrscheinlichste erscheine, da sich die Wahrheit selbst den Menschen nicht zeige.

## Textausgaben und Übersetzungen (teilweise mit Kommentar)
- Bernhard Kytzler (Übers.): Orator. Lateinisch-deutsch. 3. durchgesehene Auflage. Artemis-Verlag, München u. a. 1988, ISBN 3-7608-1525-1.
- Harald Merklin (Übers.): Orator. Lateinisch/deutsch. Reclam, Stuttgart 2004, ISBN 3-15-018273-5.
- Rolf Westman (Hrsg.): M. Tulli Ciceronis Orator. Teubner, Leipzig 1980 (Bibliotheca scriptorvm Graecorvm et Romanorvm Tevbneriana. M. Tvlli Ciceronis scripta qvae manservnt omnia. Fasc. 5) (nur Lateinisch).